# Лонг, Теодор
Теодор Роберт Руфус Лонг (англ. Theodore Robert Rufus Long, род. 15 сентября 1947 года) — американский профессиональный менеджер и бывший рефери, получивший известность работая в федерации рестлинга WWE. С 2017 года член Зала славы WWE.

## Профессиональная карьера
Лонг начал свою карьеру в рестлинге как мальчик на побегушках у Томми Рича и Абдулы Мясника. В 1985 году он стал рефери в промоушене NWA Джима Крокетта. В 1989 году он обслуживал поединок в котором Рикки Стимбот стал чемпионом мира NWA. Позже Лонг стал становиться хилом, подсуживая поединки отрицательным рестлерам. 2 апреля 1989 года на шоу Clash of Champions в Новом Орлеане он сделал быстрый отсчёт и Майк Ротунда и Доктор Смерть Стив Уильямс победили Дорожных Воинов в матче за титул командных чемпионов мира NWA. После этого поединка National Wrestling Alliance отстранило Лонга от работы. Лонг стал менеджером Дум (Рон Симонс и Бутч Рид) и под его руководством команда завоевала титул командных чемпионов мира. Он также был менеджером у Джонни Б. Бэдда, One Man Gang, Нормана Лунатика, The Skyscrapers (Сид Вишес, Дэн Спиви, Марк Кэлвей), Маркуса Бэгвелла, 2 Cold Scorpio, Джоуи Мэгса, Грэга Питтмэна, Джима Пауэрса, Бобби Уолкера, Ice Train и других в промоушене Джима Кроккетта и WCW.

## World Wrestling Federation / Entertainment
Лонг дебютировал в WWF в качестве рефери в 1999 году на Королевской битве и до сентября 2002 года занимался судейством. На шоу Over The Edge 1999, где трагически погиб Оуэн Харт, он обслуживал смешанный командный поединок Джефф Джарретт/Дебра против Вал Венис/Николь Бэсс. Он также обслуживал поединок в котором Даррен Дроздов получил травму из-за которой остался парализованным.
После того, как Курт Энгл был уволен с поста генерального менеджера в июле 2004 года Лонг занял эту должность. Он стал хилом в первом же выпуске SmackDown и оштрафовал Энгла на 5000 долл за то, что тот пришёл не в рестлерской форме. Лонг начал политику прислушивания к болельщикам, давая им то, чего они хотели, назначал поединки, в которых отрицательные персонажи были в неравном положении. Это политика полностью отличалась от политики других генеральных менеджеров Эрика Бишоффа и Винса Макмэхона, которые поддерживали отрицательных рестлеров. Лонг внедрил инициативу по поиску новых талантов. Представителями это инициативы стали Бобби Лэшли и Мистер Кеннеди в 2005 году, МВП в 2006. В 2008 году Лонг перешёл в ECW и благодаря его инициативе на ринге появились Кофи Кингстон, Эван Борн, Брэден Уолкер, Рики Ортис, Гэвин Спирс и Джек Сваггер.
Перед Рестлманией 28 начал фьюд с генеральным менеджером RAW Джоном Лауринайтисом за право быть генеральным менеджером обоих брендов. Конфликт дошёл до поединка их команд на самой Рестлмании. Во время боя Миз удержал Зака Райдера, прервал свою череду неудач и принес победу команде Лауринайтиса, Теодор должен был быть уволен. Вместо этого Лоуринайтис сделал из Лонга «мальчика на побегушках». И теперь Теодору приходится выполнять обязательства комментатора, судьи и прочих «мелких» работников WWE.
На шоу No Way Out был уволен генеральный менеджер SmackDown Джон Лауринайтис и Лонг был назначен приглашённым генеральным менеджером и Raw и SmackDown. 3 августа Лонг был назначен старшим советником ГМ SmackDown Букера Ти. Вначале взаимоотношения между ними были хорошими, однако, начиная с марта 2013 года отношения между ними начали портиться из-за того, что Тедди стал назначать бои без одобрения Букера. В конце концов в июле 2013 года оба были уволены из-за назначения на пост ГМ SmackDown уволенной из Raw Вики Герреро.
12 июня 2014 года был уволен из WWE, но 7 октября вернулся на SmackDown. Он вернулся 2021 года и объявил о том что Сет Роллинс, Сезаро, и Чемпион Вселенной WWE Роман Рейнс будут Драться в матче Тройная Угроза на Рестлмании BACKLASH

## Титулы и достижения
- National Wrestling Alliance
  - Введён в Зал славы NWA (2012)[2]
- Pro Wrestling Illustrated
  - Менеджер года (1990)
- Wrestling Observer Newsletter awards
  - Худший поединок года (2005) против Эрика Бишофа на Survivor Series
- World Wrestling Entertainment
  - Генеральный менеджер SmackDown (29 июля 2004-21 сентября 2007; 10 апреля 2009-1 апреля 2012) (2 раза)
    - Ассистент генерального менеджера SmackDown (30 ноября 2007-16 мая 2008) (1 раз)

  - Генеральный менеджер ECW (3 июня 2008-7 апреля 2009) (1 раз)
  - Член Зала славы WWE (2017)[3]